# 東格林布什 (紐約州普查規定居民點)
東格林布什（英語：East Greenbush）是位於美國紐約州倫塞勒縣的普查規定居民點。

## 人口
根據2020年美國人口普查的數據，東格林布什的面積為10.19平方千米，當中陸地面積為10.15平方千米，而水域面積為0.04平方千米。當地共有人口6266人，而人口密度為每平方千米614.92人。